# Race of Champions 1983
La Race of Champions 1983 è stata una gara di Formula 1, non valida per il campionato del mondo, disputata domenica 10 aprile 1983 sul Circuito di Brands Hatch, nel Regno Unito.
La gara venne vinta dal finlandese Keke Rosberg su Williams-Ford Cosworth; per il vincitore si trattò del secondo successo in una gara non titolata. Precedette sul traguardo lo statunitense Danny Sullivan su Tyrrell-Ford Cosworth e l'australiano Alan Jones su Arrows-Ford Cosworth.
Essa è, a tutt'oggi, l'ultimo gran premio di Formula 1 non valido quale prova del campionato del mondo.

## Vigilia

### Aspetti tecnici
La gara vide l'esordio per la Spirit, che portò in pista il modello 201. Il team britannico era stato fondato nel 1981 ed aveva corso in Formula 2 nel 1982. La novità più interessante era però che la vettura montava un motore turbo fornito dalla Honda. La casa nipponica rientrava così in Formula 1 dopo un'assenza durata quindici anni. L'ultima apparizione era avvenuta nel Gran Premio del Messico 1968.

### Aspetti sportivi
La Race of Champions fu il primo gran premio di Formula 1 corso in Europa nel 1983, anche se non valido per il campionato mondiale. Si posizionò, nel calendario, tra la seconda gara stagionale, il Gran Premio di Long Beach, e la terza, il Gran Premio di Francia, previsto una sola settimana dopo.
La gara, tradizionale appuntamento primaverile disputato sul Circuito di Brands Hatch nelle stagioni in cui il circuito non ospitava il Gran Premio di Gran Bretagna, tornava dopo quattro anni d'assenza, e fu il primo gran premio non valido per il calendario iridato dal Gran Premio del Sudafrica 1981.

## Piloti e team
Ad eccezione della Toleman, tutti i team britannici presero parte all'evento, iscrivendo, per lo più, un solo pilota per vettura. Solo l'Arrows e la Theodore Racing iscrissero due piloti: il team di Hong Kong sostituì Johnny Cecotto con Brian Henton. Quest'ultimo, che aveva già disputato 19 gran premi validi per il mondiale, mancava in F1 dal Gran Premio di Las Vegas 1982, corso con la Tyrrell. Michele Alboreto era stato invitato dalla Tyrrell a partecipare alla gara, ma il pilota milanese era impegnato, nello stesso fine settimana, nella 1000 km di Monza.
La Brabham non fece disputare la gara a nessuno dei suoi due piloti titolari, ma utilizzò Héctor Rebaque, pilota messicano che aveva affrontato il mondiale di F1 tra il 1977 e il 1981, correndo per l'ultima volta al Gran Premio di Las Vegas 1981, proprio con la Brabham. Rebaque sostituì il designato Nelson Piquet. La RAM March impiegò, per la prima volta in stagione, il pilota francese Jean-Louis Schlesser, nipote di Jo Schlesser, all'esordio in una gara della massima formula, e proveniente dalla Formula 2. L'altro pilota della RAM, il cileno Eliseo Salazar, aveva nel frattempo annunciato la sua volontà di abbandonare la F1, a causa di problemi finanziari.
L'esordiente Spirit fece correre lo svedese Stefan Johansson, già impegnato dallo stesso team in Formula 2. Lo svedese aveva già tentato, senza successo, di qualificarsi nei primi due appuntamenti del campionato del mondo di F1 nella stagione 1980 al volante di una Shadow, ed era stato iscritto, dalla March, senza però partecipare nemmeno alle prove, al Gran Premio di Gran Bretagna 1981.
Non presero parte all'evento anche la Renault, l'Alfa Romeo, l'Osella, l'ATS.
I seguenti piloti e team vennero iscritti alla gara:
| Team                           | Telaio                              | Gomme | Nr | Pilota               |
| ------------------------------ | ----------------------------------- | ----- | -- | -------------------- |
| TAG Williams Team              | Williams FW08-Ford Cosworth DFV V8  | G     | 1  | Keke Rosberg         |
| Benetton Tyrrell Team          | Tyrrell 011- Ford Cosworth DFV V8   | G     | 4  | Danny Sullivan       |
| Fila Sport                     | Brabham BT52- BMW M12/13 (t/c)      | M     | 5  | Héctor Rebaque       |
| Marlboro McLaren International | McLaren MP4/1C-Ford Cosworth DFV V8 | M     | 7  | John Watson          |
| John Player Team Lotus         | Lotus 93T-Renault EF1 V6 (t/c)      | P     | 12 | Nigel Mansell        |
| RAM Automotive Team March      | March-RAM 01-Ford Cosworth DFV V8   | P     | 17 | Jean-Louis Schlesser |
| Equipe Ligier Gitanes          | Ligier JS21- Ford Cosworth DFV V8   | M     | 26 | Raul Boesel          |
| Scuderia Ferrari SpA SEFAC     | Ferrari 126 C2 B- 126C V6 (t/c)     | G     | 28 | René Arnoux          |
| Arrows Racing Team             | Arrows A6- Ford Cosworth DFV V8     | G     | 29 | Chico Serra          |
| Arrows Racing Team             | Arrows A6- Ford Cosworth DFV V8     | G     | 30 | Alan Jones           |
| Theodore Racing                | Theodore N183-Ford Cosworth DFV V8  | G     | 33 | Roberto Guerrero     |
| Theodore Racing                | Theodore N183-Ford Cosworth DFV V8  | G     | 34 | Brian Henton         |
| Spirit Racing                  | Spirit 201-Honda RA163-E V6 (t/c)   | G     | 40 | Stefan Johansson     |

## Prove

### Resoconto
Al venerdì si effettuarono delle prove libere, in una sessione da novanta minuti, non erano valide per la determinazione della griglia di partenza. Il più rapido fu il finlandese Keke Rosberg, che precedette, di circa quattro decimi, Stefan Johansson. Gli altri piloti furono staccati più nettamente, con René Arnoux che ruppe anche il motore della sua Ferrari.

### Risultati
Nella sessione di prove libere si è avuta questa situazione:
| Pos | Nº | Pilota           | Costruttore            | Tempo    | Gap    | Giri |
| --- | -- | ---------------- | ---------------------- | -------- | ------ | ---- |
| 1   | 1  | Keke Rosberg     | Williams-Ford Cosworth | 1'16"908 |        |      |
| 2   | 40 | Stefan Johansson | Spirit-Honda           | 1'17"311 | +0"403 |      |
| 3   | 30 | Alan Jones       | Arrows-Ford Cosworth   | 1'19"718 | +3"810 |      |

## Qualifiche

### Resoconto
La pole position si decise in una sola sessione, tenuta al sabato. Il più rapido si confermò Keke Rosberg, che riuscì a strappare il miglior tempo, inizialmente fatto segnare da René Arnoux. La Theodore contestò il tempo attribuito a Roberto Guerrero, ipotizzando un errore nel cronometraggio. Stefan Johansson, con la Spirit non confermò i buoni tempi delle prove libere e chiuse dodicesimo: a causa dei problemi di affidabilità della sua vettura poté compiere un solo tentativo veloce. Jean-Louis Schlesser, della RAM non fece segnare tempi validi per lo schieramento, ma venne ugualmente ammesso al via.

### Risultati
Nella sessione di qualifica si è avuta questa situazione:
| Pos | Nº | Pilota               | Costruttore             | Tempo       | Griglia |
| --- | -- | -------------------- | ----------------------- | ----------- | ------- |
| 1   | 1  | Keke Rosberg         | Williams-Ford Cosworth  | 1'15"766    | 1       |
| 2   | 28 | René Arnoux          | Ferrari                 | 1'15"839    | 2       |
| 3   | 30 | Alan Jones           | Arrows-Ford Cosworth    | 1'17"501    | 3       |
| 4   | 7  | John Watson          | McLaren-Ford Cosworth   | 1'18"062    | 4       |
| 5   | 4  | Danny Sullivan       | Tyrrell-Ford Cosworth   | 1'18"446    | 5       |
| 6   | 34 | Brian Henton         | Theodore-Ford Cosworth  | 1'18"549    | 6       |
| 7   | 33 | Roberto Guerrero     | Theodore-Ford Cosworth  | 1'18"862    | 7       |
| 8   | 12 | Nigel Mansell        | Lotus-Renault           | 1'18"894    | 8       |
| 9   | 26 | Raul Boesel          | Ligier-Ford Cosworth    | 1'19"236    | 9       |
| 10  | 5  | Héctor Rebaque       | Brabham-BMW             | 1"19'592    | 10      |
| 11  | 29 | Chico Serra          | Arrows-Ford Cosworth    | 1'22"402    | 11      |
| 12  | 40 | Stefan Johansson     | Spirit-Honda            | 1'35"500    | 12      |
| 13  | 17 | Jean-Louis Schlesser | RAM March-Ford Cosworth | senza tempo | 13      |

## Gara

### Resoconto
Alla partenza Keke Rosberg e René Arnoux mantennero le prime due posizioni, mentre Danny Sullivan passò di forza Alan Jones. Arnoux attaccò Rosberg al Pilgrims Drop, ma senza successo. Al quarto giro si ritirò Stefan Johansson, che era già riuscito a scalare diverse posizioni.
Al settimo giro Arnoux fu costretto al cambio gomme. La Ferrari però proseguì ancora ad avere problemi con la durata degli pneumatici, tanto che al giro 23, dopo altri due cambi gomme, il francese fu costretto all'abbandono le forti vibrazioni sulla trasmissione della sua monoposto.
Anche il leader della gara Rosberg soffriva per dei problemi di usura delle gomme, soprattutto all'anteriore sinistra; non così Danny Sullivan che utilizzava in gara un set di gomme già testato durante il warm up. Lo statunitense, soprattutto negli ultimi 15 giri della gara, si avvicinò al finlandese, ma senza riuscire a passarlo. Per Rosberg fu la seconda vittoria in una gara non titolata, dopo il successo al BRDC International Trophy 1978.

### Risultati
| Pos | No | Pilota               | Team                    | Giri | Tempo/Ritiro     |
| --- | -- | -------------------- | ----------------------- | ---- | ---------------- |
| 1   | 1  | Keke Rosberg         | Williams-Ford Cosworth  | 40   | 53'15"253        |
| 2   | 4  | Danny Sullivan       | Tyrrell-Ford Cosworth   | 40   | + 0"490          |
| 3   | 30 | Alan Jones           | Arrows-Ford Cosworth    | 40   | + 28"642         |
| 4   | 34 | Brian Henton         | Theodore-Ford Cosworth  | 40   | + 40"520         |
| 5   | 26 | Raul Boesel          | Ligier-Ford Cosworth    | 40   | + 40"971         |
| 6   | 17 | Jean-Louis Schlesser | RAM March-Ford Cosworth | 39   | +1 giro          |
| 7   | 33 | Roberto Guerrero     | Theodore-Ford Cosworth  | 39   | +1 giro          |
| Rit | 29 | Chico Serra          | Arrows-Ford Cosworth    | 30   | Cambio           |
| Rit | 28 | René Arnoux          | Ferrari                 | 23   | Gomme            |
| Rit | 5  | Héctor Rebaque       | Brabham-BMW             | 14   | Sospensione      |
| Rit | 7  | John Watson          | McLaren-Ford Cosworth   | 8    | Trasmissione     |
| Rit | 12 | Nigel Mansell        | Lotus-Renault           | 6    | Tenuta di strada |
| Rit | 40 | Stefan Johansson     | Spirit-Honda            | 4    | Motore           |